# Kelly Loefflerová
Kelly Loefflerová (Loeffler, * 27. listopadu 1970 Bloomington, Illinois) je americká podnikatelka a politička za Republikánskou stranu. V letech 2020–2021 byla senátorkou Senátu Spojených států amerických za Georgii. Od roku 2025 je ředitelkou Úřadu pro drobné podníkání ve druhé vládě Donalda Trumpa.

## Politická kariéra
Senátorkou se nestala ve volbách, ale byla k 6. lednu jmenována republikánským georgijským guvernérem Brianem Kempem poté, kdy v prosinci 2019 rezignoval na svůj mandát řádně zvolený republikánský senátor Johnny Isakson.
Mezi politické postoje Kelly Loefflerové patří kritika hnutí Black Lives Matter. Podporuje stát Izrael. Společně se senátory Cottonem, Cruzem a Rubiem zaslala 18. listopadu 2020 dopis prezidentu Trumpovi s žádostí, aby zboží pocházející z okupovaných palestinských území bylo označováno „Vyrobeno v Izraeli“.
Svůj mandát senátorky USA musela obhajovat hned v roce 2020 ve zvláštních volbách (special election), jejichž první kolo se konalo 3. listopadu 2020 v rámci voleb do Senátu Spojených států amerických 2020. Loefflerová v prvním kole soupeřila o přízeň voličů nejen s demokratickým kandidátem, baptistickým duchovním Raphaelem Warnockem, ale také s dalšími kandidáty včetně jednoho vnitrostranického konkurenta. Zatímco Warnock získal 1 613 786 hlasů (32,9 %), připadlo na Loefflerovou 1 270 732 hlasů (25,9 %). Druhý republikánský kandidát Doug Collins obdržel 978 668 hlasů (20 %) a nepostoupil do druhého kola voleb. Druhá demokratická kandidátka Deborah Jacksonová měla 323 444 hlasů (6,6 %) a rovněž nepostoupila.
Ve druhém kole svůj mandát neobhájila a senátorem byl zvolen demokrat Raphael Warnock.

## Soukromý život
Narodila se v Bloomingtonu v unijním státě Illinois. Vyrůstala na farmě svých rodičů Dona a Lyndy Loefflerových, kteří pěstovali převážně obilí a sóju.
Je římskokatolického vyznání. V roce 2004 uzavřela sňatek s podnikatelem Jeffreym Sprecherem. Manželé žijí na předměstí Atlanty ve státě Georgie.